# Línea E2 de Exprés.cat (ATM Área de Barcelona)

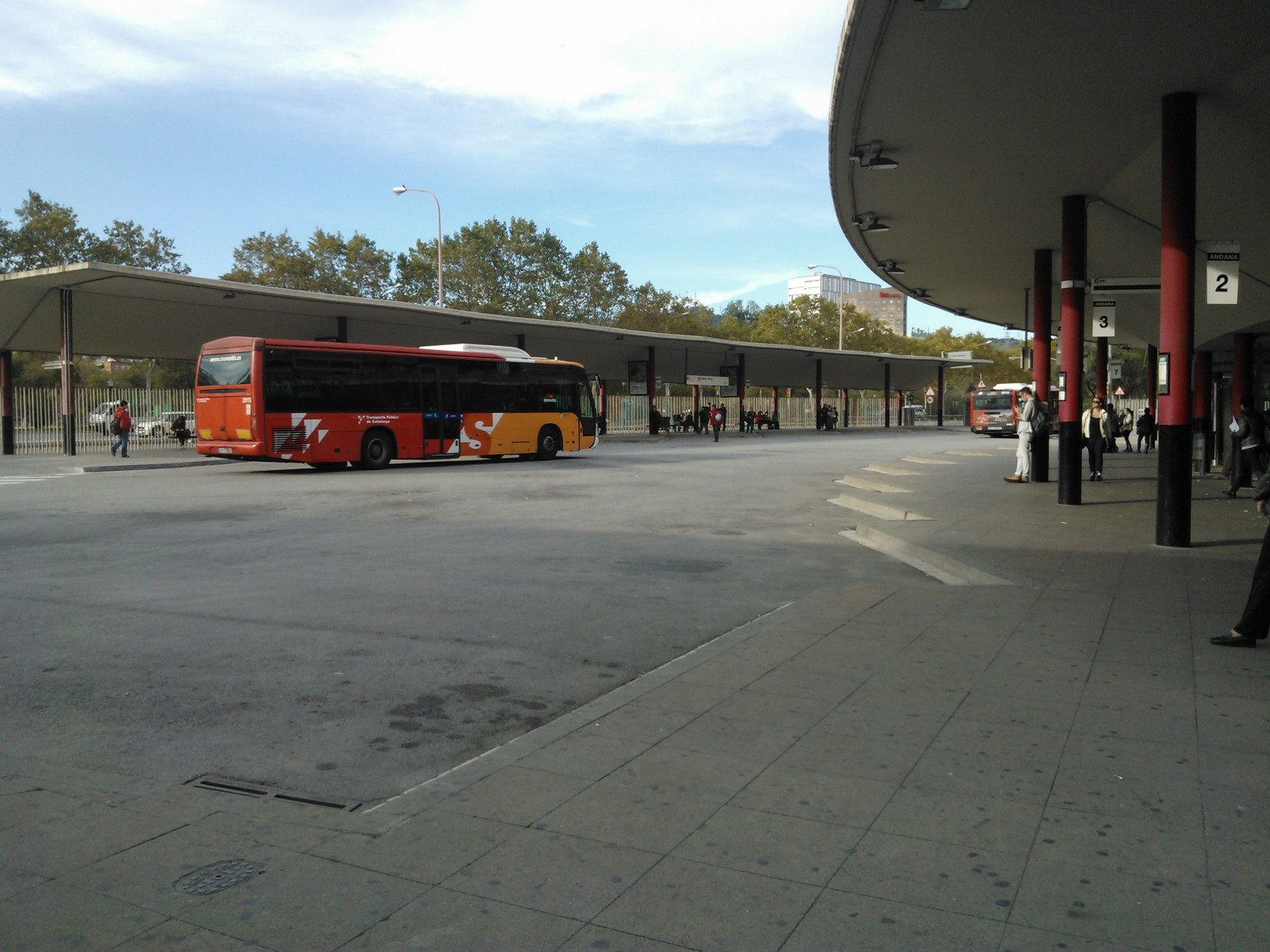
Estación de autobuses de Fabra i Puig en Barcelona, donde efectúa parada la línea E2 dirección Tarrasa.

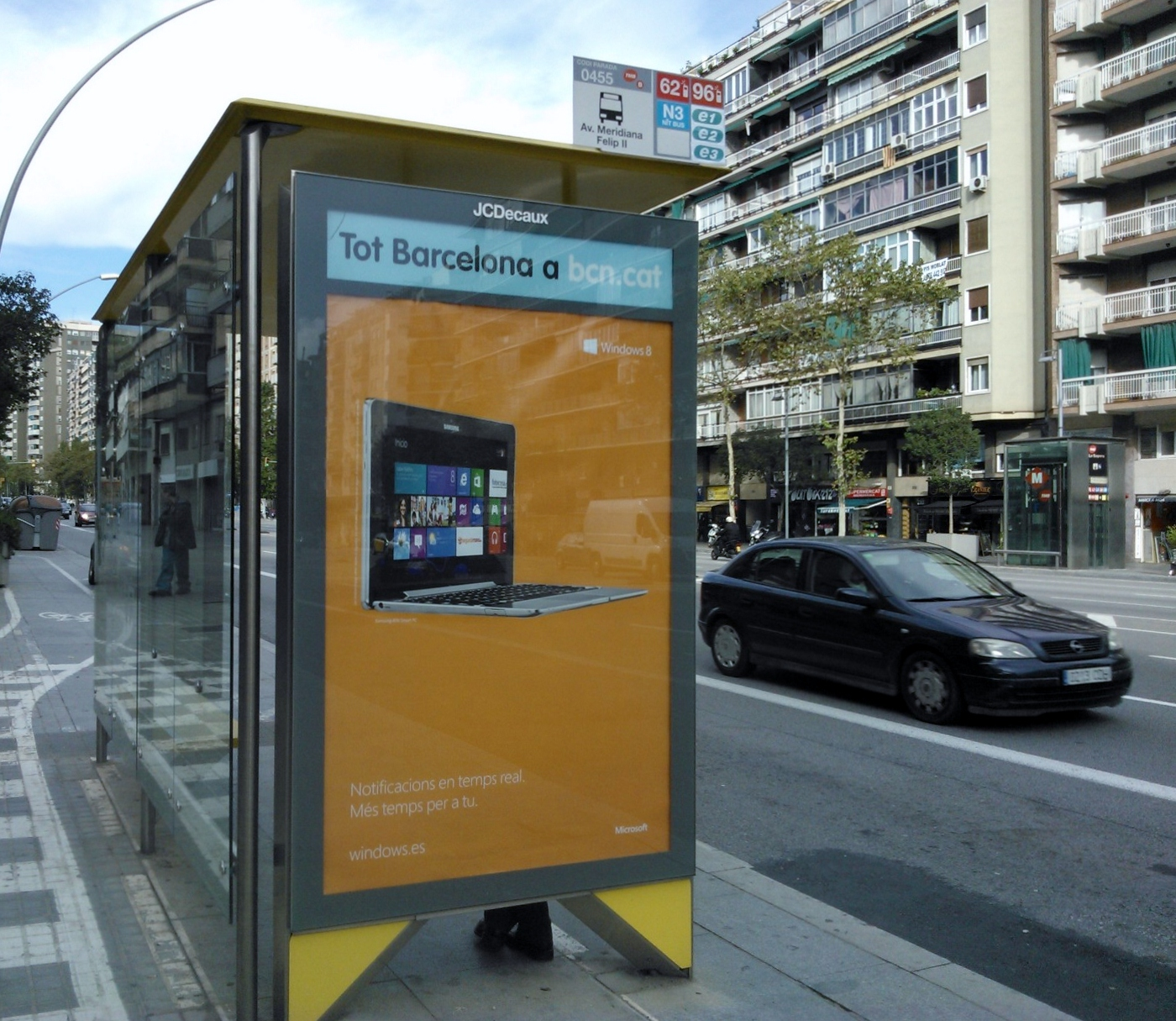
Parada de Barcelona-La Sagrera, lugar de destino de la línea E2 procedente de Tarrasa.

La línea E2 es una línea de autobús interurbano de Cataluña de la red Exprés.cat que hace su recorrido entre Barcelona-La Sagrera y Tarrasa. La línea entró en funcionamiento el 29 de octubre de 2012, coincidiendo con la entrada en funcionamiento del carril Bus-VAO de la C-58. Circula los días laborables con una frecuencia en hora punta de 20 minutos y realiza el trayecto en 40 minutos aproximadamente.

## Horario
| E2         | Mañana A: Barcelona       | Mañana A: Tarrasa         | Tarde A: Barcelona        | Tarde A: Tarrasa          |
| Laborables | De 05:50 a 08:50 cada 20' | De 06:40 a 09:40 cada 20' | De 15:50 a 20:10 cada 20' | De 16:40 a 21:00 cada 20' |
| Sábados    | No circula                | No circula                | No circula                | No circula                |
| Festivos   | No circula                | No circula                | No circula                | No circula                |

## Características de la línea
| Prestación                                | Disponibilidad en la línea |
| ----------------------------------------- | -------------------------- |
| Adaptada a                                | Sí                         |
| Información a los usuarios en tiempo real | Sí                         |
| Prioridad semafórica                      | Sí                         |
| Línea de tránsito rápido                  | No                         |
| Circula los sábados y festivos            | No                         |

## Paradas

### Dirección: Tarrasa
| Nombre                                 | Enlaces | Municipio |
| -------------------------------------- | ------- | --------- |
| Av. Meridiana - Felipe II (La Sagrera) | E1 /    | Barcelona |
| Estación de Fabra i Puig               | E1 /    | Barcelona |
| Plaza de la Tecnología                 |         | Tarrasa   |
| Santa Eulalia                          |         | Tarrasa   |
| Plaza de los Países Catalanes          |         | Tarrasa   |
| Plaza de Cataluña                      |         | Tarrasa   |
| Plaza de la Estación del Norte         |         | Tarrasa   |

### Dirección: Barcelona-La Sagrera
| Nombre                                 | Enlaces | Municipio |
| -------------------------------------- | ------- | --------- |
| Plaza de la Estación del Norte         |         | Tarrasa   |
| Politécnico                            |         | Tarrasa   |
| Tarrasa Rambla - FGC                   |         | Tarrasa   |
| Concilio Egarense                      |         | Tarrasa   |
| Av. Meridiana - Escocia                | E1 /    | Barcelona |
| Av. Meridiana - Felipe II (La Sagrera) | E1 /    | Barcelona |